# Жуанвилея
Жуанвилея (Joinvillea) — род цветковых растений, выделяемый в самостоятельное семейство жуанвилеевые (Joinvilleaceae). Система APG II (2003) помещает его в порядок злакоцветные, кладу коммелинид, относящуюся к монокотам. Они распространены от полуострова Малакка до Каролинских островов и других островов Тихого океана. Это эволюционно значимая реликтовая группа растений, родственная злакам: они напоминают крупные злаковые травы, как по внешнему виду, так и по микроанатомии, однако, в отличие от них, обладают мясистыми плодами.
Род назван в честь Франсуа Орлеанского (принц де Жуанвиль).

## Описание
Многолетние травянистые растения. Корневище короткое, толстое. Стебли прямостоячие, неветвистые, из полых междоузлий и выполненных узлов, 1,5—5,5 м высотой и 0,4—1,4 см в диаметре. Листья состоят из незамкнутых влагалищ (2—14 см длиной) и линейно-ланцетных, складчатых пластинок (35—100 см длиной и 4,5—20 см шириной), в месте перехода — язычок и 2 ушка.
Цветки обоеполые, актиноморфные, трёхчленные, сидячие, собраны в конечные, пирамидальные метелки, 10—40 см длиной. Околоцветник чашечковидный, из 6 пленчатых, расположенных в 2 круга сегментов. Тычинок 6, свободных, в 2 кругах. Гинецей синкарпный, из 3 плодолистиков; завязь верхняя, трёхгнездная, с 1 семязачатком в каждом; столбиков 3. Плоды костянковидные, от красно-оранжевых или коричнево-черных. Семена шаровидные или яйцевидные, 1,5—2 мм в диаметре.

## Виды
По информации базы данных The Plant List (на июль 2016), род включает 4 вида:
- Joinvillea ascendens Gaudich. ex Brongn. & Gris — Гавайские острова
- Joinvillea borneensis Becc. — Западная Малайзия, Каролинские острова
- Joinvillea bryanii Christoph. — Самоа
- Joinvillea plicata (Hook.f.) Newell & B.C.Stone — Соломоновы острова, Новая Каледония, острова юго-западной части Тихого океана